# Mare de Déu d'Arbul

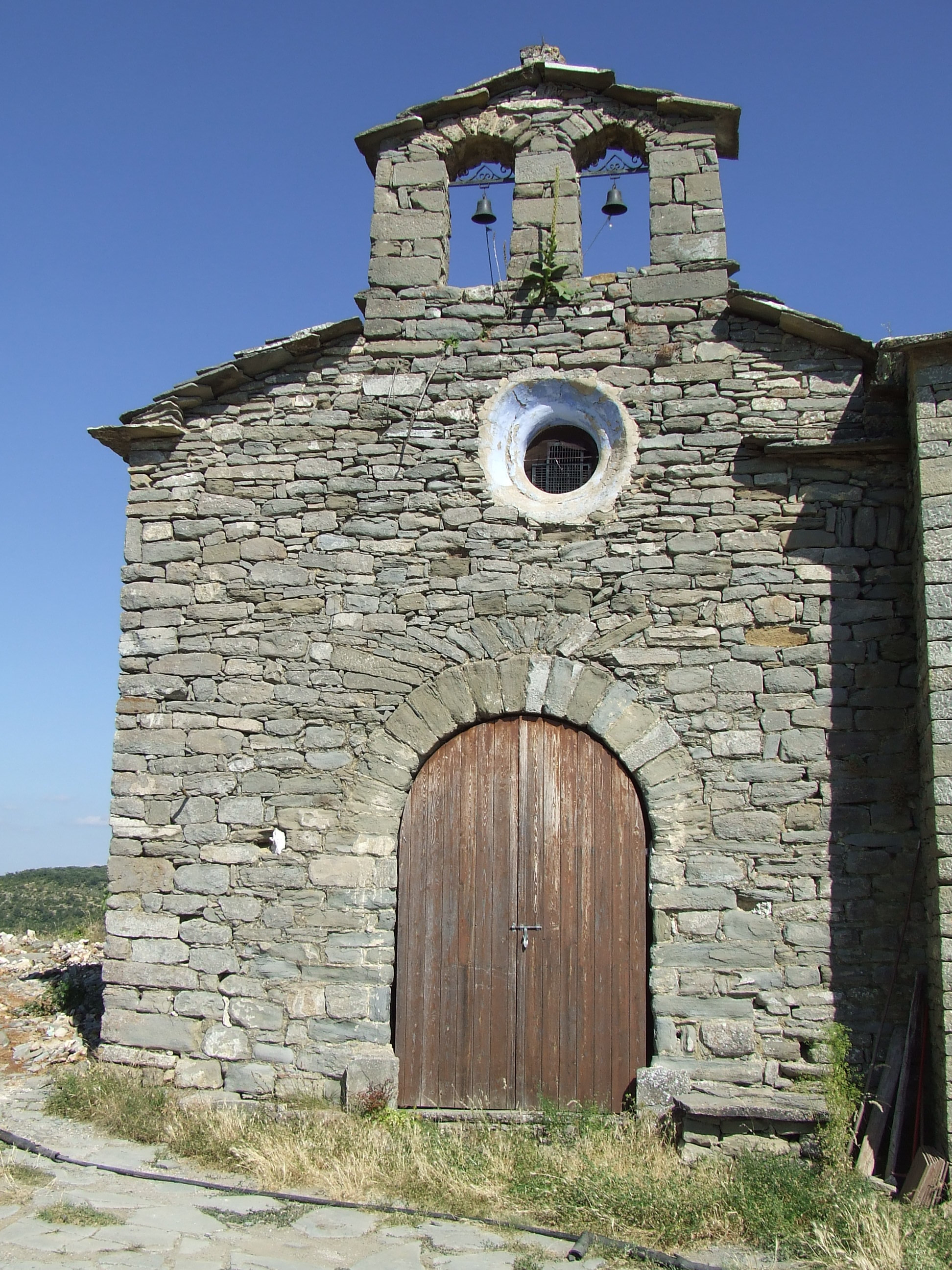
Façana de ponent

El santuari de la Mare de Déu d'Arbul pertany a l'antic terme de Fígols de Tremp, integrat actualment en el de Tremp, de la comarca del Pallars Jussà.
És un temple d'origen romànic situat a 932 m d'altitud, a l'antic lloc d'Arbul, al sud-oest de Montllobar i, per tant, a prop de Fígols de Tremp. És dalt d'un turó que domina els barrancs Gros i d'Eloi, al límit del terme de Tremp i prop del límit amb Castell de Mur i Sant Esteve de la Sarga.
El primer diumenge de maig se celebra un important aplec en aquest santuari, antigament dels més concorreguts de la comarca.
El santuari, juntament amb les restes del Castell d'Arbul, de la casa de Miravet d'Arbul i del proper Mas de Francisquet, constitueix el centre del que havia estat el poble d'Arbul, d'hàbitat disseminat.

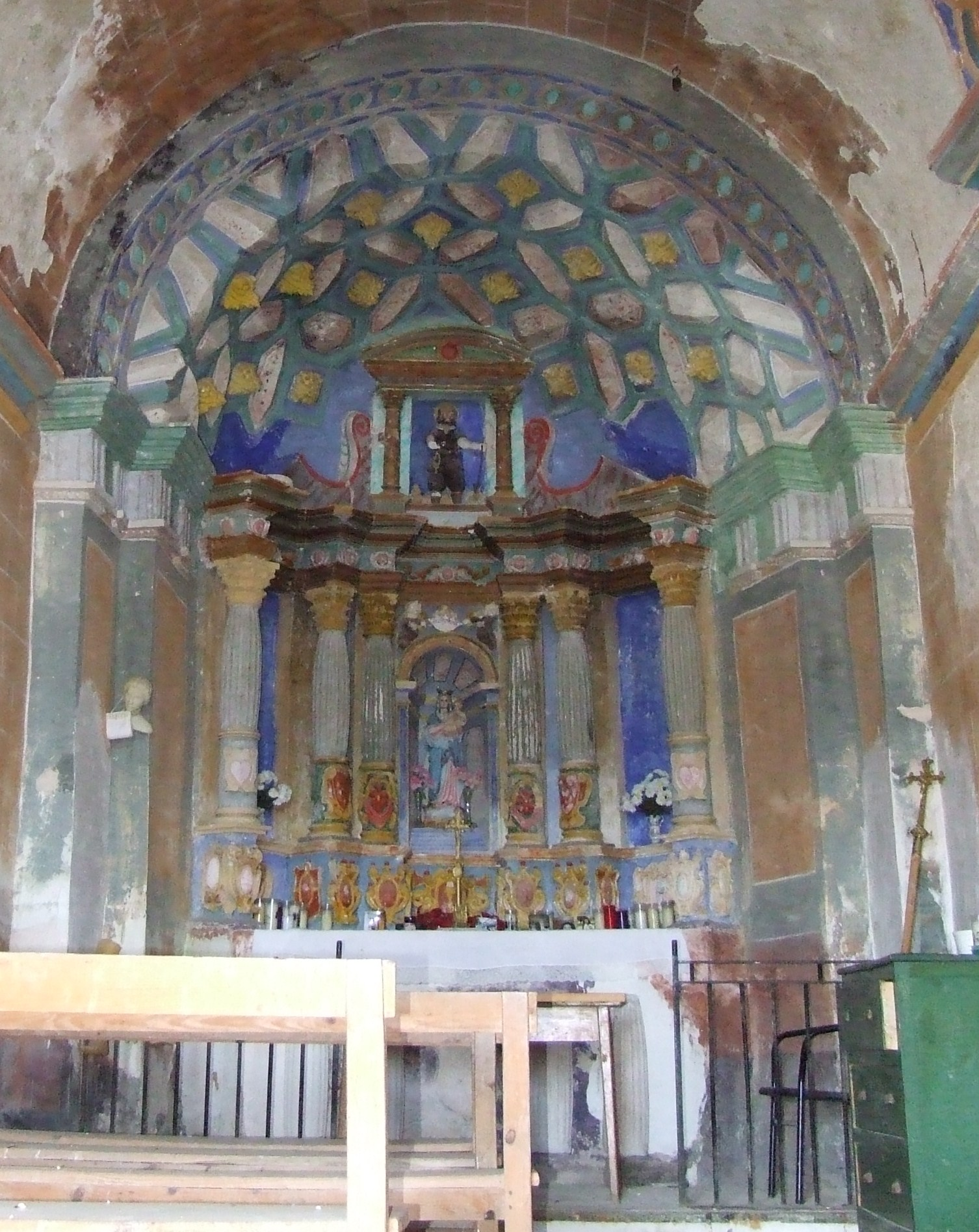
Interior del temple

## Etimologia
La primera part d'aquest topònim s'explica per l'advocació religiosa del santuari, dedicat a la Mare de Déu. Pel que fa a la segona part, Arbul és un dels topònims més controvertits de tot el Pallars. Segons Joan Coromines, no ha de ser Arbull, sinó Arbul o Erbul. Segons aquest lingüista, sens dubte la màxima autoritat en lexicologia històrica del català, aquest topònim prové de les arrels basques erb- (llebre) i lohi (llot), que hauria format el mot Erbuloi (llot de la llebre o aiguamoll de la llebre), que vindria a coincidir amb els topònims romànics Fontllebrera o Vall-llebrera.
El topònim aprovat en el nomenclàtor de toponímia major de Catalunya és Arbul.

## Bibliografia

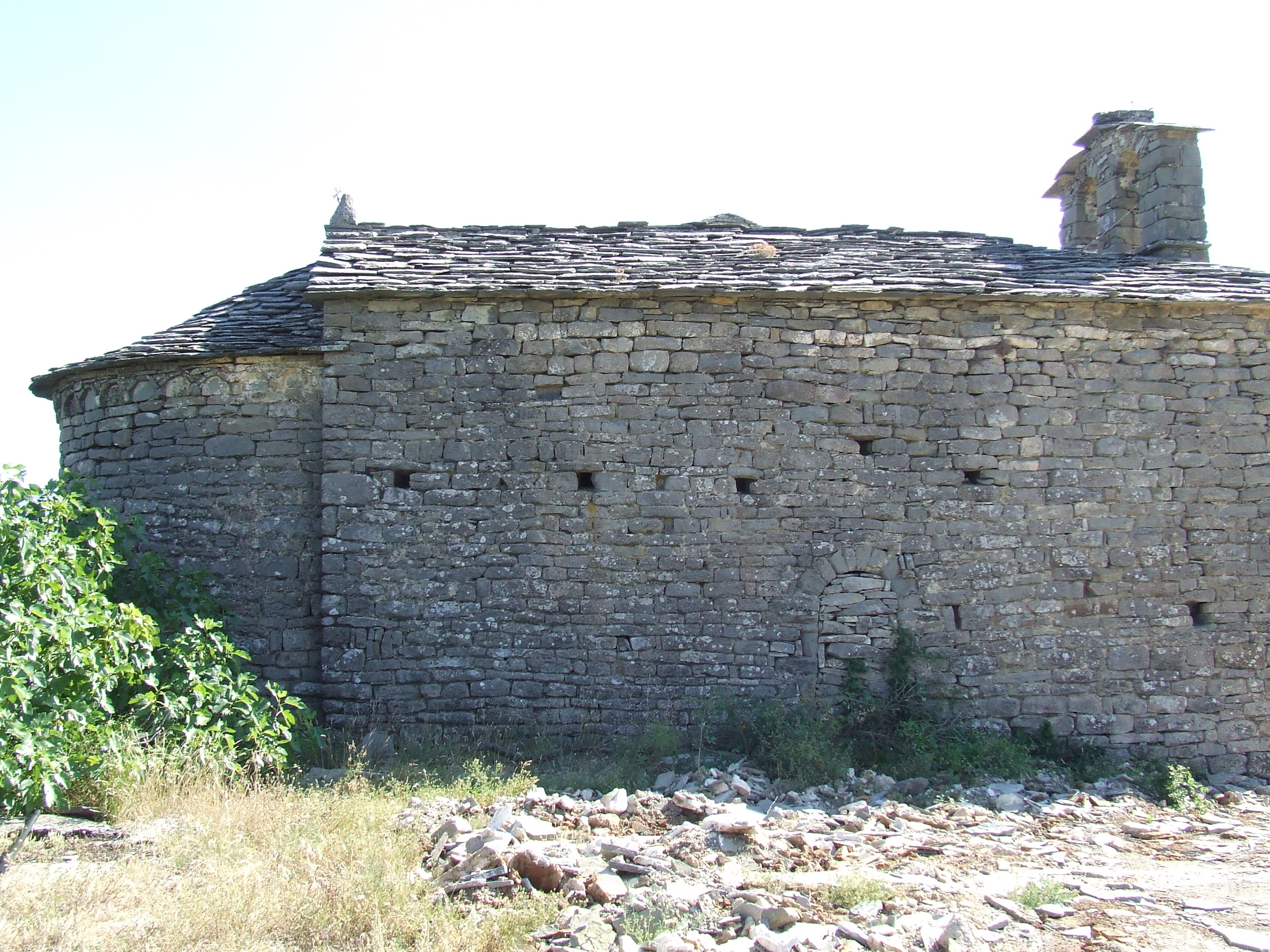
Façana nord, amb una antiga porta, i absis